# Cuttatawomen
Cuttatawomen (Cuttatawoman), pleme američkih Indijanaca porodice Algonquian s područja današnjeg okruga King George i lancaster u Virginiji. Cuttatawomeni su u vrijeme dolaska kapetana Johna Smitha živjeli na sjevernoj strani rijeke Rappahannock (prije nazivana Toppahanock). Imali su istoimeni grad u okrugu King George kod lamb Vreeka i populacijom oko 80 ljudi. 
Drugi istoimeni grad na Rappahannocku nalazio se na području današnjeg okruga Lancaster kod rijeke Corotoman. Njihova populacija iznosila je oko 120. Prema Johnu Smithu to su bila dva pleme s istim imenima i dva istoimena grada.
Prema Al Byrdu, oni su se vjerojatno još 1659. pomiješali s plemenima Cekacawon (Secacawoni) i Wicocomico Wicocomoco, prihvativši svi zajedno plemenski naziv Wicocomico, i pod tim imenom su se održali do danas u okrugu Northumberland u Virginiji.

## Vanjeske poveznice
- appahannock River Course An Investigation into the Orientation of the Rappahannock River Below the Fall Line Using Local Archaeological Sites[neaktivna poveznica]